# Hexorthodes
Hexorthodes is een geslacht van vlinders van de familie Uilen (Noctuidae), uit de onderfamilie Hadeninae.

## Soorten
- H. accurata H. Edwards, 1882
- H. agrotiformis Grote, 1881
- H. alamosa Barnes, 1904
- H. catalina Barnes & McDunnough, 1912
- H. euxoiformis Barnes & McDunnough, 1913
- H. hueco Barnes, 1904
- H. inconspicua Grote, 1883
- H. jocosa Barnes & McDunnough, 1916
- H. optima Dyar, 1919
- H. planalis Grote, 1883
- H. senatoria Smith, 1900
- H. serrata Smith, 1900
- H. trifascia Smith, 1891